# 西南郷村
西南郷村（にしなんごうむら）は静岡県の西部、佐野郡・小笠郡に属していた村。現在の東海道本線掛川駅の西側から南側にかけての一帯にあたる。

## 歴史
- 1895年（明治28年）8月20日 - 掛川町の一部（南西郷・結縁寺および下俣の一部）が分立して佐野郡西南郷村が発足。
- 1896年（明治29年）4月1日 - 郡制の施行により所属郡が小笠郡に変更。
- 1951年（昭和26年）4月1日 - 掛川町・粟本村・西山口村と合併し、改めて掛川町が発足。同日西南郷村廃止。

## 神社仏閣
- 結縁寺

## 交通

### 道路
現在は東名高速道路の小笠パーキングエリア（下り線）が所在するが、当時は未開通。